# Ecclesia in Asia
Ecclesia in Asia − posynodalna adhortacja papieża Jana Pawła II wydana w roku 1999.
Adhortacja o Kościele w Azji została podpisana przez papieża 6 listopada 1999 w Nowym Delhi w Indiach, podczas jego 89 podróży apostolskiej. Jest ona zwieńczeniem prac kontynentalnego synodu biskupów poświęconego problemom Kościoła w Azji, który odbył się w dniach od 18 kwietnia do 14 maja 1998. Papież dotknął w nim tematów historii chrześcijaństwa na kontynencie azjatyckim (Chrystus był Azjatą), inkulturacji, ewangelizacji, ekumenizmu, problematyki społeczno-ekonomicznej, praw człowieka, życia rodzinnego i środków masowego przekazu.
Oprócz wyżej wymienionych tematów ogólnych papieski dokument podkreślił znaczenie obecności na kontynencie azjatyckim licznych rodzin zakonnych, które pracują dla azjatyckich społeczności w tak ważnych dziedzinach jak służba medyczna i edukacja. W rozdziale VII - Świadkowie Ewangelii - papież wspomniał o potężnym zastępie męczenników azjatyckich czasów starożytnych i współczesnych.
Dokument papieski składa się ze wstępu, siedmiu rozdziałów i zakończenia. Pełny tytuł dokumentu:

Posynodalna Adhortacja Apostolska Ecclesia in Asia Ojca świętego Jana Pawła II. Do biskupów, do kapłanów i diakonów, do zakonników i zakonnic oraz do wszystkich wiernych świeckich - o Jezusie Chrystusie Zbawicielu oraz Jego misji miłości i służby w Azji «...aby mieli życie i mieli je w obfitości» (J 10, 10)